# Meliturgula wilmattae
Meliturgula wilmattae är en biart som beskrevs av Cockerell 1932. Meliturgula wilmattae ingår i släktet Meliturgula och familjen grävbin. Inga underarter finns listade i Catalogue of Life.